# The A List
The A List is een Britse, gestreamde jeugdthriller bedacht door Dan Berlinka en Nina Metivier.

## Verhaal
Het verhaal draait om Mia (Lisa Ambalavanar), die aankomt op een zomerkamp op een eiland dat duistere geheimen blijkt te bewaren.

## Geschiedenis
De serie werd vanaf 25 oktober 2018 uitgezonden door de video-on-demanddienst BBC iPlayer. Op 30 augustus 2019 werd ze internationaal uitgebracht op Netflix. In december 2019 trok de BBC zich terug uit het project en werd aangekondigd dat de serie voor het tweede seizoen naar Netflix zou verhuizen, waar het op 25 juni 2021 van start ging.

## Rolverdeling

### Hoofdrollen
| Acteur           | Rol         | Nederlandse stem | Seizoen(en) |
| ---------------- | ----------- | ---------------- | ----------- |
| Lisa Ambalavanar | Mia         |                  | 1 - 2       |
| Ellie Duckles    | Amber       |                  | 1 - 2       |
| Indianna Ryan    | Midge       |                  | 1 - 2       |
| Jacob Dudman     | Dev (Devon) |                  | 1           |
| Barnaby Tobias   | Dev (Devon) |                  | 2           |
| Rosie Dwyer      | Alex        |                  | 1 - 2       |
| Savannah Baker   | Kayleigh    |                  | 1 - 2       |
| Eleanor Bennett  | Jenna       |                  | 1 - 2       |
| Benjamin Nugent  | Harry       |                  | 1 - 2       |
| Jack Kane        | Zac         |                  | 1 - 2       |
| Max Lohan        | Luka        |                  | 1 - 2       |

### Bijrollen
| Acteur          | Rol       | Nederlandse stem | Seizoen(en) |
| --------------- | --------- | ---------------- | ----------- |
| Cian Barry      | Dave      |                  | 1-heden     |
| Micheal Ward    | Brendan   |                  | 1           |
| Nneka Okoye     | Mags      |                  | 1           |
| Georgina Sadler | Petal     |                  | 1           |
| Dylan Brady Sam | sam       |                  | 2           |
| Byron Easman    | Fitz      |                  | 2           |
| Finty Williams  | Dr. Shaw  |                  | 2           |
| Abbie Hirst     | Dr Kelman |                  | 2           |

## Afleveringen
| Seizoen | Uitzending      | Aantal |
| ------- | --------------- | ------ |
| 1       | 25 oktober 2018 | 13     |
| 2       | 25 juni 2021    | 8      |